# Billy Allen
Billy Allen (* 15. Oktober 1981 in Oceanside, Kalifornien) ist ein US-amerikanischer Beachvolleyballspieler.  

## Karriere
Billy Allen spielte seit 2004 auf der AVP Tour und anderen US-amerikanischen Turnieren. International war er seit 2014 auf der NORCECA Tour und seit 2015 auf der FIVB World Tour aktiv. 2016 spielte Allen an der Seite von Theodore Brunner, mit dem er das AVP Open Turnier in Seattle gewann. 2017 war Stafford Slick sein Partner, mit dem er den Vorjahreserfolg in Seattle wiederholen konnte. 2018 startete Allen zusammen mit Ryan Doherty. 2019 und 2020 bildete Allen erneut ein Duo mit Stafford Slick. Die beiden US-Amerikaner erreichten Platz drei beim FIVB 3-Sterne-Turnier in Sydney und qualifizierten sich für die Weltmeisterschaft in Hamburg, bei der sie Platz neun erreichten.

## Privates
Billy Allen ist mit der AVP-Spielerin Janelle Ruen verheiratet. Die beiden haben einen Sohn.